# 龔祿
龔祿（195年—225年），字德緒，巴西郡安漢（今四川南充）人，三國時期蜀漢越巂太守。

## 生平
劉備定益州，為郡從事牙門將。與張嶷、姚伷有深厚的情誼，建興三年，為越巂太守，隨季漢丞相諸葛亮南征，平叛中為蠻夷所害，為斯都耆帥李求承所殺，時年三十一。死後幾年，張嶷招募了一些人活捉了李求承，歷數罪行，將其斬首。

## 家庭成員

### 父
- 龔諶，蜀漢犍為太守。[4]

### 兄弟
- 龔皦，字德光。[5][6]《輔臣贊注》裡則稱衡，[7]顧廣圻校稿眉批云：“今《輔臣贊注》作衡者非。當依此訂。”謂皦字是也。

## 評價
- 楊戲：德緒，志壯氣剛；濟濟脩志，蜀之芬香。[8]